# Chinese Christelijke Raad

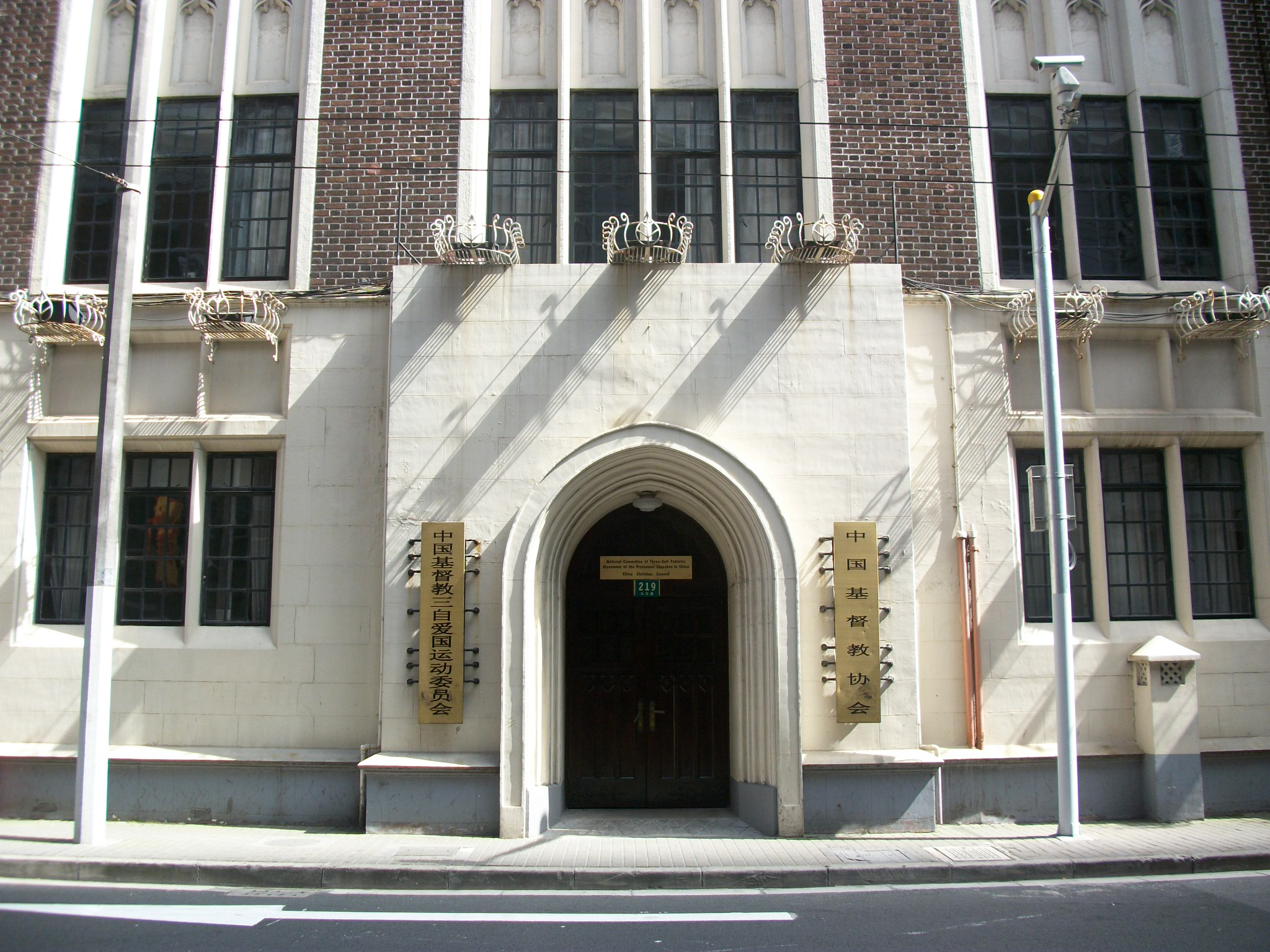
Het hoofdkantoor van de Chinese Christelijke Raad in Shanghai

De Chinese Christelijke Raad (vereenvoudigd Chinees: 中国基督教协会; traditioneel Chinees: 中國基督教協會; pinyin: Zhōngguó jīdūjiào xiéhuì) is een overkoepelde organisatie voor protestantse kerken in de Volksrepubliek China. Dit orgaan verzorgt de – protestantse –theologische opleidingen in het land en de publicatie van Bijbels (Chinese Uniebijbel) en liedboeken (Nieuw Chinees Liedboek). De bij de Chinese Christelijke Raad  aangesloten kerken hadden in 2012 23 miljoen leden.

## Geschiedenis
De Chinese Christelijke Raad werd in 1980 opgericht in Nanjing en stond onder leiding van bisschop K.H. Ting (1915-2012). Het hoofdkantoor stond aanvankelijk in Nanjing, maar verhuisde later naar Shanghai. Op dezelfde locatie bevindt zich ook het hoofdkantoor van de Drie-Zelfkerk (Patriottische Drie-Zelfbeweging). Sinds 1988 maakt de Chinese Christelijke Raad deel uit van de Wereldraad van Kerken.
De Chinese Christelijke Raad vormt een soort "twee-eenheid" (Lianghui) met de Drie-Zelfkerk. De Raad legt zich vooral toe op publicatie van Bijbels, liedboeken en het verzorgen van theologische opleidingen. Voor nieuwe gemeenten helpt hij bij het opstellen van kerkorden en levert ondersteuning.
In 2008 stelde de Chinese Christelijke Raad in samenwerking met de Drie-Zelfkerk een nieuwe geloofsbelijdenis op, die het beste kan worden gezien als een uitwerking van de Apostolische Geloofsbelijdenis en de Geloofsbelijdenis van Nicea.

## Theologische opleiding
In China is sprake van een groot tekort aan universitair opgeleide theologen. De meeste gemeenten, zeker buiten de grote steden, worden geleid door leken. Een van de belangrijkste doelstellingen van de Christelijke Raad is om meer gemeenteleden op te leiden tot theoloog. Het belangrijkste opleidingsinstituut is het Theologische Unie Seminarie van Nanjing dat in 1911 werd opgericht. Dit was tot voor kort de enige theologische opleiding van het land waar men een doctoraat in de theologie kan behalen. Voorts telt het land een aantal Bijbelscholen waar bachelorgraden en diploma's kunnen worden behaald. Steeds meer leken die leiding geven aan (huis)gemeenten hebben een cursus in de theologie gevolgd die twee tot vier jaar duurt.
Sinds 1980 zijn er door de Christelijke Raad 18 seminaries en opleidingen geopend.

## Promoten van de Drie-Zelfprincipes
Kenmerkend voor de protestantse kerken in China zijn de zogenaamde "drie-zelfprincipes". Deze principes werden in 19e en 20e eeuw geïntroduceerd door Amerikaanse en Europese zendelingen en verder ontwikkeld door Chinese theologen zoals Watchman Nee en K.H. Ting.. De drie-zelf principes zijn:
1. zelfbestuur voor een kerk (onafhankelijkheid van buitenlandse kerken en organisaties)
2. zelfvoorziening (iedere gemeente moet zelf in haar eigen behoeften kunnen voorzien)
3. zelfpromotie (iedere gemeente moet zelf in staat zijn uit te groeien tot een volwaardige parochie en zichzelf "op de kaart zetten" door middel van evangelisatie)

## Verhouding tot de huisgemeenten
In China bestaat een groot netwerk van huisgemeenten. Sommige van deze huisgemeenten zijn aangesloten bij de Chinese Christelijke Raad/Drie-Zelf Kerk (of, als zij van katholieke signatuur zijn, bij de Chinese Katholieke Patriottische Vereniging) en dragen dan meestal de naam "ontmoetingspunten". Veel huisgemeenten zijn echter niet aangesloten bij de Christelijke Raad en worden daardoor – in het meest gunstige geval – slechts gedoogd door de Chinese overheid. De Christelijke Raad ziet het als taak om de huisgemeenten over te halen om zich te laten registreren bij de Christelijke Raad. De resultaten zijn vaak wisselend. In sommige streken werken geregistreerde en niet-geregistreerde kerken nauw met elkaar samen. Het is overigens ook mogelijk om een huisgemeente bij de overheid te laten registreren zonder aansluiting te zoeken bij de Christelijke Raad/Drie-Zelf Kerk. Huisgemeenten die zich willen aansluiten bij de Christelijke Raad moeten de oecumenische geloofsbelijdenissen en de geloofsbelijdenis van 2008 onderschrijven, alsmede instemmen met de drie-zelf principes.